# Sericesthis nigrolineata
Sericesthis nigrolineata är en skalbaggsart som beskrevs av Jean Baptiste Boisduval 1835. Sericesthis nigrolineata ingår i släktet Sericesthis och familjen Melolonthidae. Inga underarter finns listade i Catalogue of Life.